# KLF12
El factor 12 similar a Krueppel es una proteína que en humanos está codificada por el gen KLF12.
La proteína activadora 2 alfa (AP-2 alfa) es un factor de transcripción regulado por el desarrollo y un importante regulador de la expresión génica durante el desarrollo de vertebrados y carcinogénesis. La proteína codificada por este gen es un miembro de la familia de proteínas con dedos de zinc tipo Kruppel y puede reprimir la expresión del gen AP-2 alfa al unirse a un sitio específico en el promotor del gen AP-2 alfa. La represión por la proteína codificada requiere la unión con un co-represor, CtBP1. Se han encontrado dos variantes de transcripción que codifican diferente isoformas para este gen.